# Hymenarcys crassa
Hymenarcys crassa är en insektsart som beskrevs av Philip Reese Uhler 1897. Hymenarcys crassa ingår i släktet Hymenarcys och familjen bärfisar. Inga underarter finns listade i Catalogue of Life.